# Chrzest Bułgarów

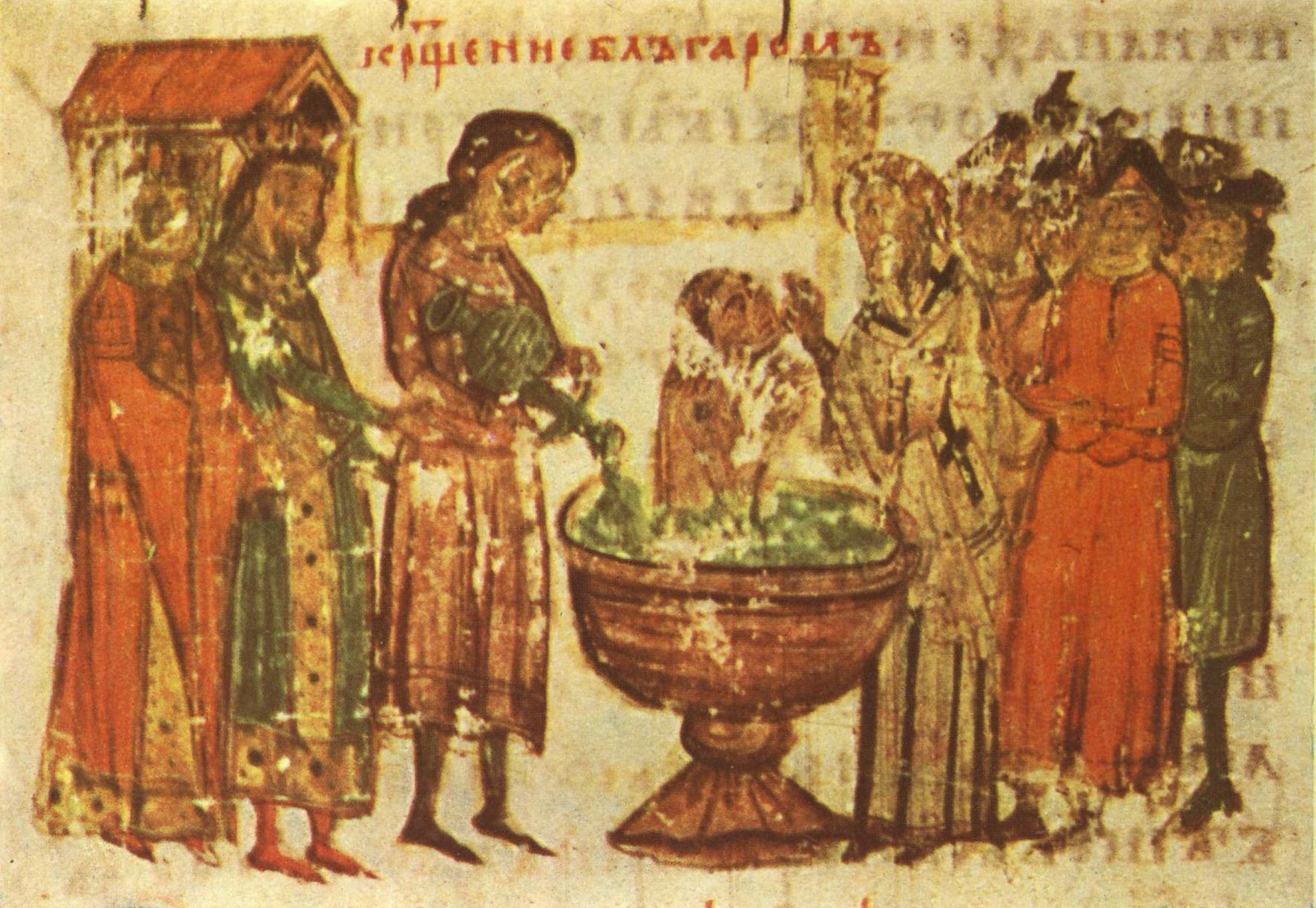
Chrzest Bułgarów w Kronice Manassesa.

Przyjęcie chrześcijaństwa przez Bułgarię jako religii państwowej ma kluczowe znaczenie historyczne dla Europy i ogólnie dla chrystianizacji.
Jest to związane z utworzeniem niezależnego Kościoła bułgarskiego, rozpowszechnieniem pisma słowiańskiego (głagolicy i cyrylicy) oraz ewolucją państwa od chanatu do królestwa.
Proces ten rozpoczął się w 864 roku i zakończył Sobór konstantynopolitański IV. Wśród Bułgarów byli chrześcijanie jeszcze przed oficjalną chrystianizacją, ale chrześcijaństwo nie było religią państwową.